# Circus (Antike)

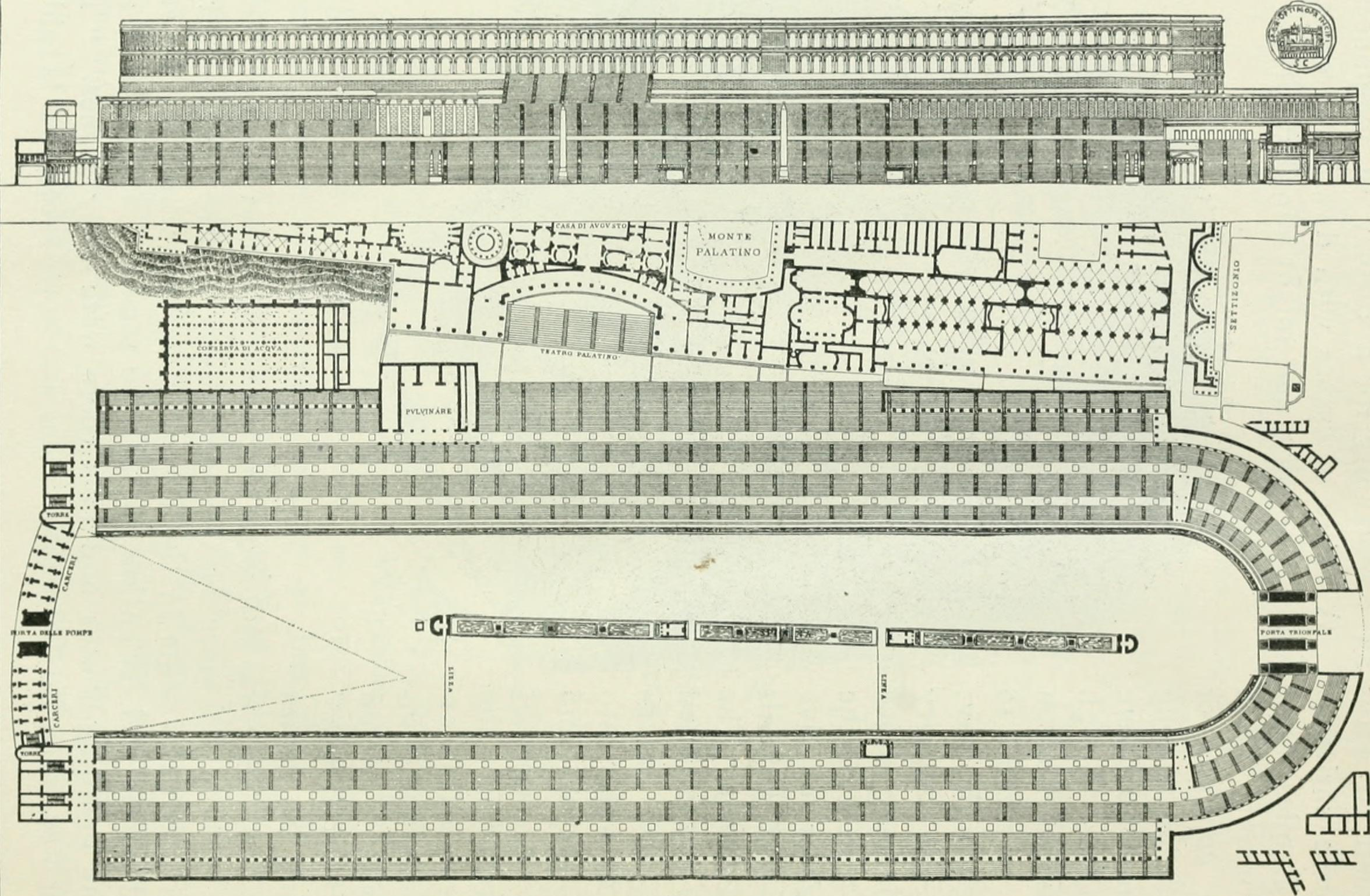
Lageplan und Ansicht des antiken Circus Maximus

Circus (von griechisch κίρκος oder κρίκος „Kreis“) hieß im antiken Rom eine langgestreckte Arena, in der in erster Linie Wagenrennen und seltener Tierkämpfe der Gladiatoren stattfanden. Pferderennbahnen im antiken Griechenland heißen Hippodrom.

## Architektur
Die Grundform des Circus, ein langgestrecktes Rechteck, dessen eine Schmalseite durch einen Halbkreis ersetzt ist, war vom griechischen Hippodrom übernommen worden. Im Gegensatz zu diesem aber verlief im Zentrum des Circus eine langgestreckte Mauer, die spina, die von den Teilnehmern des Rennens zu umrunden war. Auf der Spina standen außer den Wendemarken (Metae) sieben eiförmige Steine, mit denen die noch zu fahrenden Runden angezeigt wurden. Der Boden war aus Sand, um die Aufschläge der Hufe der Pferde zu lindern.
An der Stirnseite des Circus befand sich die gerade Eingangsmauer mit dem Tor. Auf der Innenseite wurde das Tor von den Startboxen (Carceres) sowie den Sitzen für die Veranstalter und Preisrichter flankiert; davor befanden sich Start und Ziel. Der Sieger verließ die Arena durch die Porta triumphalis auf der halbrunden Gegenseite. Dort und an den beiden Längsseiten des Circus befanden sich die oft mehrstöckig gegliederten, steil ansteigenden Sitzreihen, die von außen durch ein System von Auslässen, Treppen und Gängen mit Erfrischungsräumen leicht erreichbar waren. Für hohe Beamte waren die von den übrigen Plätzen abgetrennten untersten Sitzreihen reserviert (Kaiserloge).

## Ablauf der Circusspiele
Bei den ludi circenses handelte es sich um eine außerordentlich beliebte Attraktion der Stadtbevölkerung, die vermutlich auch wesentlich häufiger als Gladiatorenkämpfe stattfanden. Mehrere schriftliche Überlieferungen bezeugen, dass sich oft schon vor Tagesanbruch eine große Zahl Wartender auf die kostenlosen Plätze vor dem Circus versammelte.
Der eigentlichen Hauptattraktion der Wagenrennen ging zumeist eine feierliche Prozession voraus, die sogenannten pompa circensis. Der ausrichtende Beamte führte diese an, gefolgt von einem Gefolge, den Wagenlenkern und anderen Athleten (die nach Abschluss der Rennen auftraten) sowie Priestern, die Bilder von Gottheiten oder auch Kaiserbildnisse mit sich führten oder tragen ließen.
Nach Abschluss des Festzugs begab sich der Ausrichter zu seiner Ehrenloge, von wo er in den nächsten Stunden die Rennen leitete. Diese wurden in der Regel mit Viergespannen ausgetragen; der Start wurde signalisiert, indem der Ausrichter – zumeist der Kaiser, sein Statthalter oder ein Konsul – ein Tuch fallen ließ. Üblicherweise waren vier Wagen der Farben grün, weiß, blau und rot am Start, selten sind aber auch größere Rennen mit bis zu 16 Gespannen bezeugt. Besonders fair und sportlich im heutigen Sinne liefen die Rennen nicht ab. Behinderungen der Gegner wie Zickzackfahren oder Touchieren des gegnerischen Wagens mit dem Ziel, ihn zu Fall zu bringen, waren erlaubt und an der Tagesordnung.
An den Enden musste die Spina in einem sehr engen Kurvenradius umfahren werden. Die Fahrweise in den Kurven war oftmals rennentscheidend. Wegen der hohen Fliehkraft in den Kurven spannten die Wagenlenker ihr bestes Pferd auf der Innenseite der Kurve ein. Trotzdem kam es an diesen Stellen oft zu verletzungsträchtigen Stürzen.
Tierhetzen und Wagenrennen blieben in der ganzen Mittelmeerwelt bis in die ausgehende Spätantike hinein äußerst beliebt; die letzten bezeugten ludi im Circus Maximus fanden Anfang 550 n. Chr. statt, in Konstantinopel wurde die Tradition noch im Mittelalter fortgeführt. Seit dem Prinzipat gab es dabei organisierte Gruppen von Anhängern der vier Rennställe; diese Zirkusparteien nannte man folglich die Grünen, Blauen, Roten und Weißen. Sie übernahmen immer mehr auch die Organisation der Wettkämpfe und unterhielten „Dependancen“ in allen Städten mit Circus oder Hippodrom. Während die Roten und Weißen später ihre Bedeutung verloren, spielten die Grünen und Blauen besonders im Byzantinischen Reich noch lange nicht selten eine wichtige Rolle.
Die besondere Bedeutung von Circus und Hippodrom in römischer Kaiserzeit und Spätantike erklärt sich nicht allein mit der Beliebtheit der Wagenrennen; vielmehr wurden die ludi mit dem zunehmenden Rückzug des Kaisers aus der Öffentlichkeit immer mehr zur wichtigsten Gelegenheit, bei der die Bevölkerung den Herrscher oder – in den Statthaltersitzen – seine Vertreter sehen und mit ihnen in Kontakt treten konnte. Trotz einer langfristigen Tendenz zu Erbkaisertum und Gottesgnadentum waren die Kaiser grundsätzlich bis zuletzt formal gesehen Fürsprecher des Volkes, die über die res publica zu wachen hatten; in der Regel wurde bei ludi die notwendige Zustimmung der Bevölkerung durch Akklamationen demonstriert. Es konnte aber auch zu einer tatsächlichen Kommunikation kommen, bei der die Menge den Kaiser bzw. dessen Statthalter mit Forderungen konfrontierte. Verhielt sich der Herrscher abweisend, konnte es zu Unruhen kommen – die berühmtesten und vielleicht auch schwersten waren zweifellos der Nika-Aufstand gegen Kaiser Justinian I. im Konstantinopel des Jahres 532.

## Circusbauten im römischen Reich
Der größte Circus war der Circus Maximus in Rom. Karte
In Rom existierten weitere Circusbauten:
- Circus Flaminius auf dem Marsfeld Karte
- Circus Gai et Neronis im Bereich des heutigen Vatikan Karte
- Circus des Maxentius an der Via Appia Antica Karte
- Circus Varianus  beim Sessorium bzw. dem Amphitheatrum Castrense Karte
- Trigarium auf dem Marsfeld

Das Stadion des Domitian war, obwohl es eine ähnliche Form hatte, kein Circus.

### Oberirdisch sichtbar sind Reste von Circusbauten in
- Arles Karte
- Bostra Karte
- Caesarea Maritima I. Karte und II. Karte
- Cherchell Karte
- Gerasa Karte
- Gortyn Karte
- Istanbul Karte
- Karthago Karte
- Kyrene Karte
- Leptis Magna Karte
- Mérida Karte
- Miróbriga Karte
- Sheikh Ibada Karte
- Tarragona Karte
- Thugga Karte
- Toledo Karte
- Tyrus Karte

### Nachgewiesen sind weitere Circusbauten in
- Aigai in Kilikien
- Alexandria
- Anagni
- Anazarbos Karte
- Antakya Karte
- Apameia am Orontes
- Aquileia Karte
- Auzia
- Beirut
- Bovillae Karte
- Cádiz
- Calahorra Karte
- Cáparra, bei Oliva de Plasencia in der spanischen Provinz Cáceres
- Catania
- Colchester Karte
- Cuma
- El Djem Karte
- Gadara
- İzmit
- Luz bei Tavira
- Lyon
- Mailand Karte
- Oxyrhynchos
- Ptolemais
- Ravenna
- Sagunt Karte
- Saintes
- Şanlıurfa
- Sétif
- Sousse
- Sremska Mitrovica Karte
- Syrakus
- Thessaloniki Karte
- Trier Karte
- Utica Karte
- Valencia
- Vienne Karte

Vom Begriff Circus leitet sich der moderne Begriff Zirkus ab.